# Джойнт, Майя
Майя Джойнт (англ. Maya Joint; род. 16 апреля 2006, Гросс-Пойнт, США) — австралийская теннисистка. Победительница трёх турниров WTA (два из них — в одиночном разряде).

## Спортивная карьера
8 ноября 2023 года Джойнт была включена в теннисную команду «Техас Лонгхорнс».
В 2023 году Джойнт выиграла свой первый крупный титул ITF на Международном турнире по теннису в Голд-Косте в парном разряде в паре с Ройзин Гилхеани.
В январе 2024 года Майя дебютировала на турнирах Большого шлема. На Открытом чемпионате Австралии 2024 года в смешанном парном разряде с Дэйном Суини она сыграла матч первого раунда, в котором австралийцы уступили паре Мелихар-Мартинес и Кравиц.
В июле 2024 года австралийка сыграла в финале на Открытом чемпионате Польши WTA 125. В финале уступила более опытной Алисии Паркс.
В конце августа 2024 года на Открытом чемпионате США Майя прошла сито квалификации и вышла во второй раунд, одержав первую свою победу на Больших шлемах, повержена была Лаура Зигемунд. Во втором круге уступила американке Мэдисон Киз.
В середине февраля 2025 года стала победительницей в парном разряде вместе с соотечественницей Тайлой Престон турнира WTA 125 в Канкуне (Мексика), где они в финале победили испанскую пару Алёна Большова и Ивонн Кавалье Реймерс со счётом 6-4, 6-3.
В мае и июне выдала две качественные недели: в Рабате и Истборне, доходя до финалов и в одиночном и парном разряде. В Марокко Майе ассистировала Оксана Калашникова, а в Великобритании — Се Шувэй.
И стала победительницей одиночного разряда WTA-турнира в Истборне, в финале победив филиппинку Александру Эала со счётом 6-4, 1-6, 7-6(10).

## Итоговое место в рейтинге WTA по годам
| Год  | Одиночный рейтинг | Парный рейтинг |
| 2024 | 119               | 189            |
| 2023 | 773               | 669            |

## Выступления на турнирах

### Финалы турнировWTAв одиночном разряде (2)

#### Победы (2)
| Легенда:                   |
| -------------------------- |
| Турниры Большого шлема (0) |
| Олимпиада (0)              |
| Итоговый турнир WTA (0)    |
| WTA 1000 (0+1)             |
| WTA 500 (0)                |
| WTA 250 (2+1)              |

| Титулы по покрытиям | Титулы по месту проведения матчей турнира |
| ------------------- | ----------------------------------------- |
| Хард (0)            | Зал (0)                                   |
| Грунт (1+1)         | Зал (0)                                   |
| Трава (1)           | Открытый воздух (2+2)                     |
| Ковёр (0)           | Открытый воздух (2+2)                     |

| №  | Дата         | Турнир                  | Покрытие | Соперница       | Счёт            |
| 1. | 24 мая 2025  | Рабат, Марокко          | Грунт    | Жаклин Кристиан | 6-3 6-2         |
| 2. | 28 июня 2025 | Истборн, Великобритания | Трава    | Александра Эала | 6-4 1-6 7-6(10) |

### Финалы турнировWTAв парном разряде (4)

#### Победа (1)
| №  | Дата        | Турнир         | Покрытие | Партнёрша          | Соперницы                            | Счёт    |
| 1. | 23 мая 2025 | Рабат, Марокко | Грунт    | Оксана Калашникова | Анжелика Морателли Камилла Розателло | 6-3 7-5 |

#### Поражение (1)
| №  | Дата         | Турнир                  | Покрытие | Партнёрша | Соперницы                    | Счёт    |
| 1. | 28 июня 2025 | Истборн, Великобритания | Трава    | Се Шувэй  | Мария Боузкова Анна Данилина | 4-6 5-7 |